# Tržna ulica, Ljubljana
Tržna ulica je ena izmed cest v Spodnji Šiški (Mestna občina Ljubljana).

## Zgodovina
Ulica se prvič v zgodovinskih virih pojavi v prvem desetletju 20. stoletja.

## Urbanizem
Prične se na križišču s Celovško cesto, medtem ko se konča v križišču s Vodnikovo cesto.